# Eumenes dimidiativentris
Eumenes dimidiativentris är en stekelart som först beskrevs av Giordani Soika.  Eumenes dimidiativentris ingår i släktet krukmakargetingar, och familjen Eumenidae. Inga underarter finns listade i Catalogue of Life.